# کلنی (زیست‌شناسی)

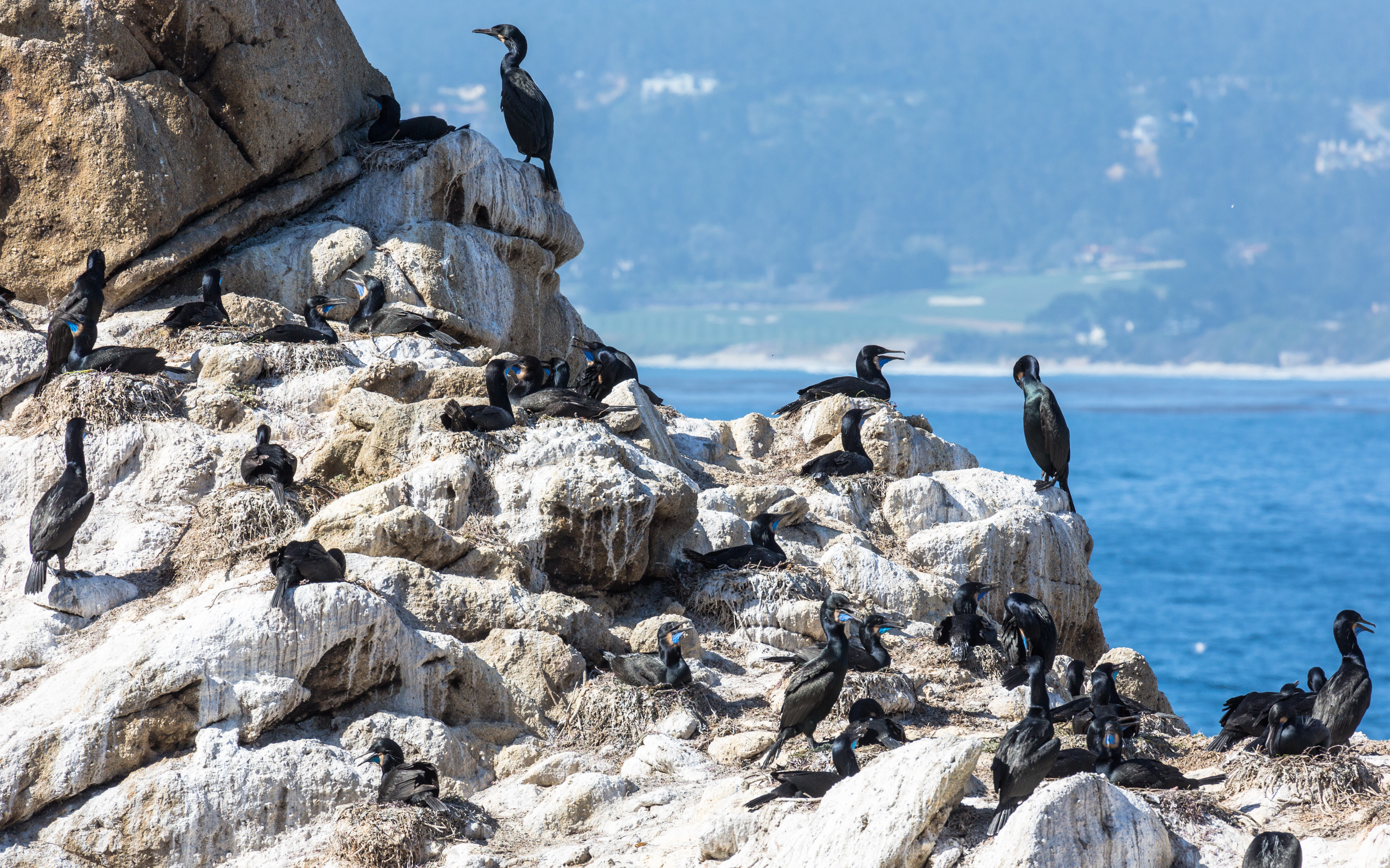
یک کلنی از باکلان برانتهای مارک در پوینت لوبوس، کالیفرنیا

یک کلنی یا پرگنه در زیست‌شناسی (انگلیسی: Colony)، متشکل از دو یا چند یکهٔ خاص (Conspecific) است که با هم یا در ارتباط تنگاتنگی با یکدیگر زندگی می‌کنند یا به یکدیگر وابسته هستند. این ارتباط معمولاً برای منافع متقابل مانند دفاع پرمایه تر یا توانایی حمله به طعمه‌های بزرگتر است. این مجموعه یا خوشه‌ای از سلول‌های یکسان (کلن) بر روی سطح (یا درون) یک محیط جامد است که معمولاً از یک سلول واحد مشتق می‌شود، مانند کلنی باکتری‌ها که به این شکل هستند. در مقابل، ارگانیسم‌های انفرادی (solitary organisms) موجوداتی هستند که در آن همهٔ یکه‌ها به‌طور مستقل زندگی می‌کنند و هر کدام همهٔ عملکردهای لازم برای زنده ماندن و تولیدمثل را دارند.
کلنی‌ها، در زمینهٔ توسعه و گسترش، ممکن است از دو یا چند موجود زنده واحد (یا منفرد) تشکیل شده باشند یا موجوداتی مدولار باشند. ارگانیسم‌های واحد تکامل مشخصی دارند (مراحل زندگی را تعیین می‌کنند) از یاخته تخم به شکل بالغ و یکه‌ها یا گروه‌هایی از افراد (کلنی‌ها) از نظر بصری متمایز هستند.
ارگانیسم‌های مدولار از طریق تکرار مکرر ماژول‌های یکسان ژنتیکی (یا یکه‌ها) دارای اشکال رشد نامشخص هستند (مراحل زندگی تنظیم نشده‌اند) و تشخیص بین کلنی به‌طور کلی و ماژول‌های موجود در آن دشوار است. در حالت دوم، ماژول‌ها ممکن است عملکردهای خاصی در کلنی داشته باشند.